# Pont suspendu de Chilhac
Le pont suspendu de Chilhac est un édifice situé dans la commune de Chilhac, dans le département français de la Haute-Loire en région Auvergne-Rhône-Alpes.

## Histoire
L'ouvrage fut conçu selon un projet élaboré par l'ingénieur Heurtault, il comprend deux lots : la maçonnerie et le tablier. Le pont fut ouvert à la circulation en mars 1883.
Le pont suspendu de Chilhac situé sur le chemin départemental 41, non cadastré est inscrit au titre des monuments historiques par arrêté du 2 octobre 2015.

## Description
Ce mode constructif des ponts suspendus fut abandonné dans le second quart du XXe siècle à l'avantage des innovations du béton et notamment à cause de la fragilité de ces ouvrages. Ils illustrent une période de l'histoire expérimentale et déterminante pour le devenir de l'ingénierie constructive mais peu représentée en raison de la raréfaction des ouvrages.